# 트레몰라 산고타르도

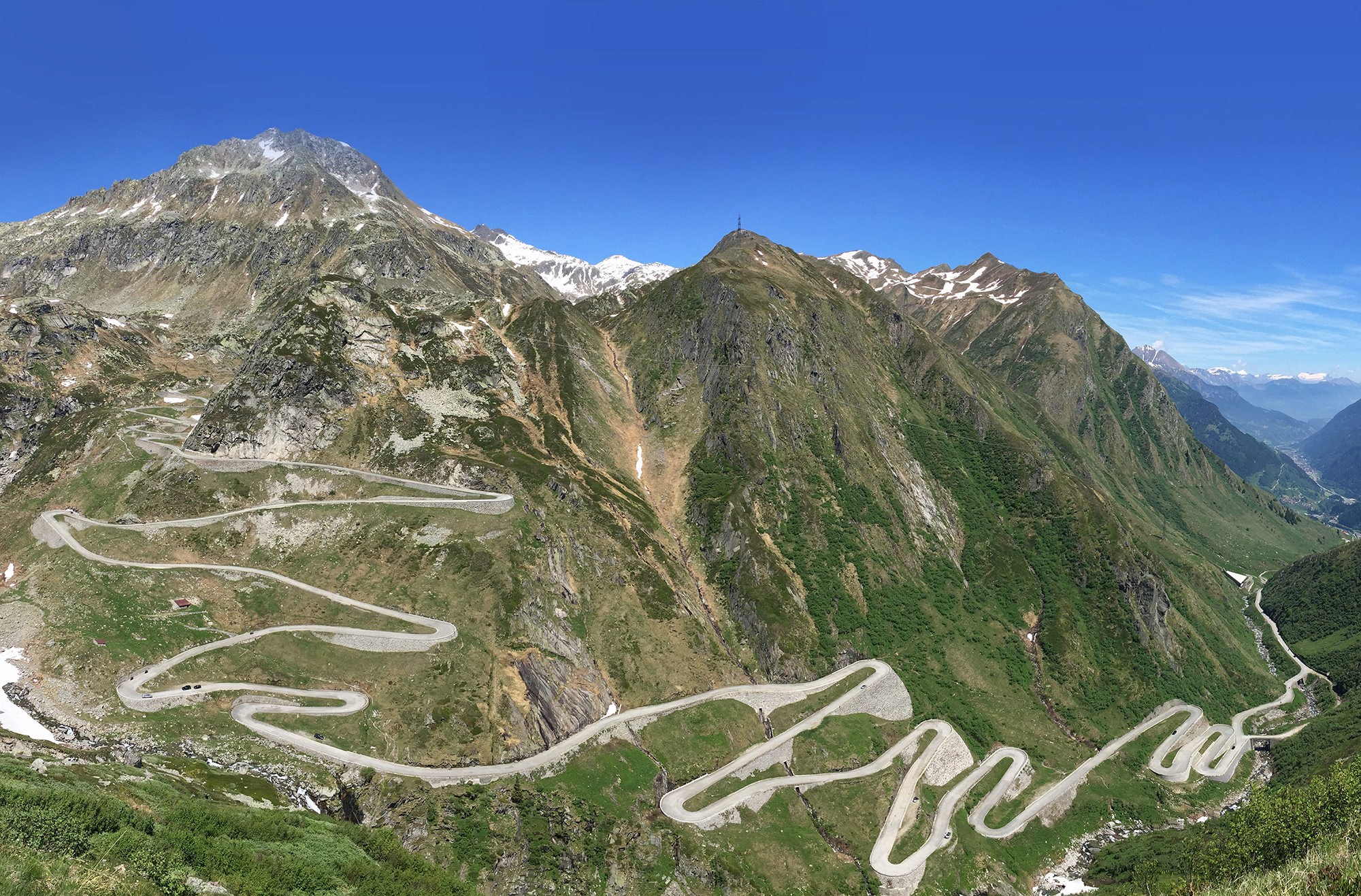
고트하르트 고개로 가는 오래된 도로

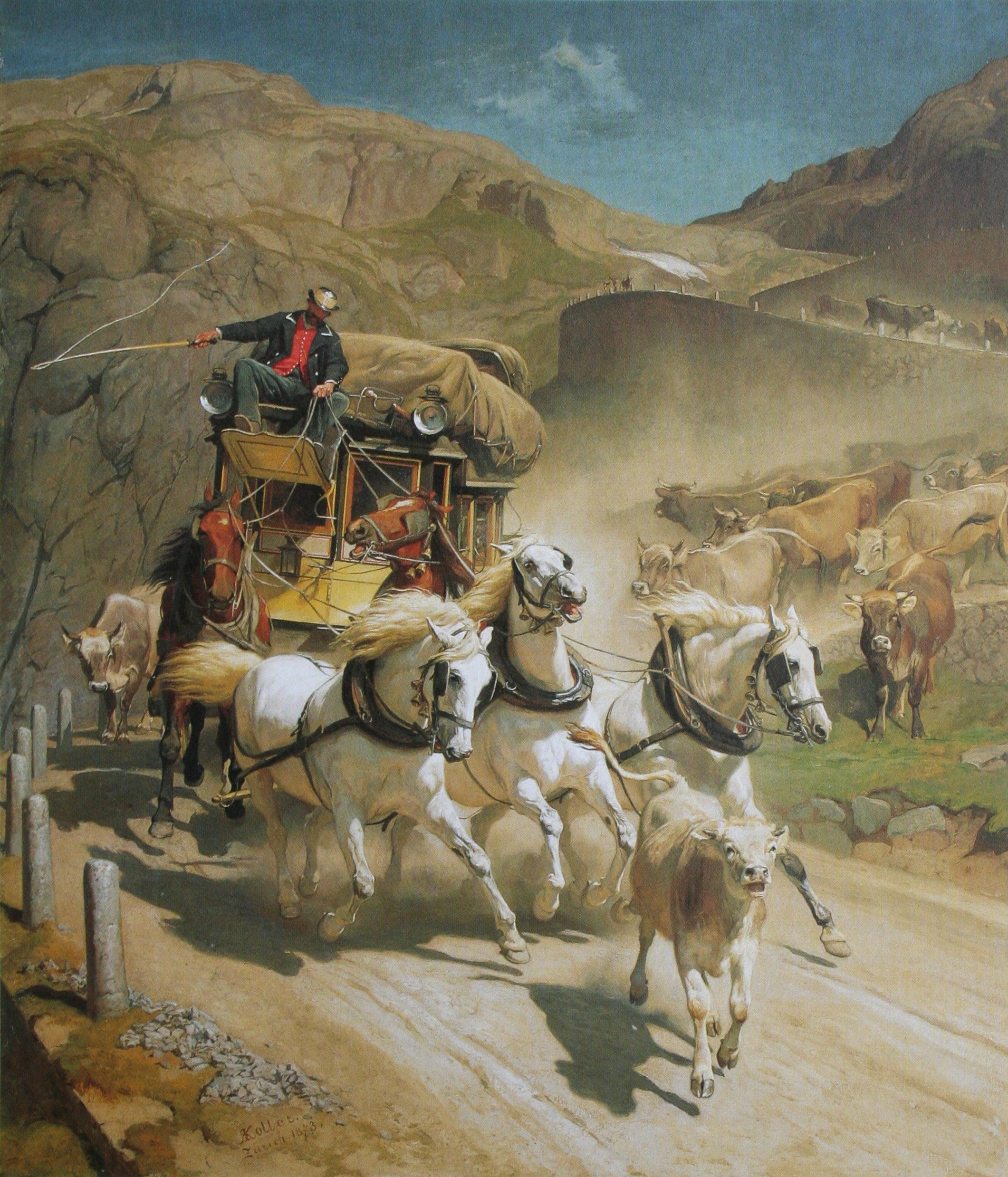
트레몰라의 고트하르트 우편마차 (1873년 루돌프 콜러 작)

트레몰라 산고타르도(이탈리아어: Tremola San Gottardo)는 스위스 티치노주에 위치한 가장 긴 도로 기념물이며, 역사적인 스위스 도로(IVS) 목록에 등재되어 있다. 아이롤로 시정촌(해발 1,175m)과 고트하르트 고개(해발 2,106m)를 연결한다.
발 트레몰라 왼편에 위치한 유럽에서 가장 높은 포장도로 중 하나로 고트하르트 고개의 도로가 개통되면서 건설되었다. 가장 중요한 구간은 4km에 걸쳐 24개의 갈짓자 구불구불한 급경사 도로로 300m 높이를 올라간다.

## 역사
괴세넨과 아이롤로 사이의 도로는 엔지니어 프란체스코 메시니의 설계에 따라 1827년에서 1832년 사이에 건설되었으며, 바젤과 키아소 사이의 도로를 확장하기 위해 1810년에 시작된 작업의 일부이다.
트레몰라 산 고타르도는 1951년의 모습으로 오늘날 나타난다. 도로의 너비는 6~7mㅡ이고, 측면에는 최대 8m 높이의 지지벽이 있다. 그것은 오래된 마른 돌담의 일부, 화강암 포장의 상당 부분 및 석재 마커를 보존한다. 두 로드맨의 집은 더 이상 없다. 첫 번째 건물은 트레몰라 계곡 입구에 있었고, 1989년에 철거되었다. 두 번째 건물은 도로 위쪽, 볼토네 아래에 있었다. 1874년 눈사태로 파괴되었고, 1882년 고트하르트 철도 터널의 개통이 임박했기 때문에 재건되지 않았다.

## 같이 보기
- 고트하르트 터널
- 힐데스하임의 고트하르트
- 고트하르트산맥